# Zaměstnanec
Zaměstnanec je jedním z účastníků pracovněprávního vztahu (druhým je zaměstnavatel). Úkolem zaměstnance je vykonávat určitou závislou činnost pro zaměstnavatele, za kterou mu přísluší mzda či plat. Právní způsobilost být zaměstnancem má pouze fyzická osoba, která v den sjednání pracovního poměru dosáhne 15 let věku. Musí však mít ukončenou povinnou školní docházku.
Mladistvý zaměstnanec je zaměstnanec mladší 18 let se pak označuje jako mladistvý. Zaměstnavatelé mohou mladistvým zadávat pouze takové práce, které jsou přiměřené jejich rozumovému a fyzickému vývoji. Nesmí pracovat přesčas a v noci. Další zákazy se týkají prací pod zemí, evidentně nepřiměřené náročnosti práce vzhledem k jejich věku a práci se zvýšeným rizikem úrazu.  Plnou právní způsobilost (včetně tzv. hmotné odpovědnosti) získá zaměstnanec dovršením 18 let .

## Zaměstnávání cizinců
Cizinci a osoby bez státní příslušnosti mohou být v ČR zaměstnání, jen v případě platného povolení k pobytu a povolení k zaměstnání. Platí tedy, že cizinec ze třetí země (tj. ze země mimo EU/EHP a Švýcarsko), který nemá volný přístup na trh práce ČR (není uveden v § 98 ani v § 98a zákona o zaměstnanosti), může pracovat pouze, pokud má povolení k zaměstnání spolu s platným oprávněním k pobytu, zaměstnaneckou kartu, modrou kartu nebo kartu vnitropodnikově převedeného zaměstnance.

## Pracovník
Tento pojem není v českém právu přesně definován. Dle Soudního dvora EU jde o osobu, která po určitou dobu vykonává pro jinou osobu a pod jejím vedením práci, za niž dostává odměnu. Zákoník práce zmiňuje dočasné přidělení zaměstnance k jinému zaměstnavateli, který jej dočasně řídí, ale nesmí vůči němu právně jednat. Do kategorie pracovníka tak mohou spadat jak zaměstnanci, tak i osoby samostatně výdělečně činné (OSVČ), dobrovolníci a agenturní pracovníci.

## Volba povolání
Listina základních práv a svobod deklaruje pro každého právo na svobodnou volbu povolání a přípravu k němu, právo získávat prostředky pro své životní potřeby prací. Zákoník práce zakazuje diskriminaci, a to i navádění k ní, osob ucházejících se o zaměstnání z důvodů pohlaví, sexuální orientace, rasového nebo etnického původu, národnosti, státního občanství, sociálního původu, rodu, jazyka, zdravotního stavu, věku, náboženství či víry, majetku, manželského a rodinného stavu. Občan se může svobodně rozhodnout, zda bude samostatně podnikat nebo vstoupí do pracovního poměru. Z výše uvedeného vyplývá, že v ČR není ústavně zajištěno právo na práci pro každého; nicméně je garantováno právo na zaměstnání tak, že pokud si občan nezajistí práci sám, může požádat o pomoc úřad práce, který může zajistit zprostředkování pracovního uplatnění ve vhodném zaměstnání nebo potřebnou rekvalifikaci k pracovnímu uplatnění.

## Předcházení ohrožení života a zdraví zaměstnance při práci

### Práva zaměstnance s ohledem na bezpečnost práce
Práva zaměstnance jsou stanovena Zákoníkem práce zejména s ohledem na zajištění bezpečnosti práce, dostatkem relevantních informací o možných rizicích a ochraně před jejich vlivem; tyto informace musí být podány srozumitelným způsobem pro každého zaměstnance. Platí pravidlo, že zaměstnanec může odmítnout práci, o které má důvodně za to, že ohrožuje jeho život případně zdraví, nebo jiných osob. Určitým předělem mezi právy a povinnostmi zaměstnance pak je podílení se na vytváření bezpečného pracovního prostředí. Kombinace práv a povinností plyne z faktu, že je v nejlepším zájmu zaměstnance uplatňovat zaměstnavatelem stanovená opatření pro bezpečnost a ochranu zdraví při práci, které zaměstnavatel stanovil. Z toho plynou níže zmíněné povinnosti zaměstnance.

### Povinnosti zaměstnance s ohledem na bezpečnost práce

##### Účast na školení
Zaměstnanec je tedy povinen dbát podle svých možností o vlastní bezpečnost, a stejně tak o bezpečnost všech dalších osob, kterých se dotýká jeho jednání, nebo opomenutí při práci. Neznalost neomlouvá, a tak je zaměstnanec povinen znát základní povinnosti, které plynou z právních a ostatních předpisů a požadavků zaměstnavatele k zajištění bezpečnosti a ochrany zdraví při práci. Proto je zaměstnanec povinen účastnit se školení, které se týkají bezpečnosti práce a doložit získané znalosti, podrobit se lékařským prohlídkám, vyšetření nebo očkováním.

#### Bezpečnost při práci
Z výše udaného logicky plyne i povinnost zaměstnance následovat pracovní postupy, používat stanovené pracovní prostředky, osobní ochranné pracovní prostředky a ochranná zařízení a svévolně je neměnit ani nevyřazovat z provozu.

#### Návykové látky
Naprosto vyloučené pak je požívání alkoholických nápojů nebo jiných návykových látek během práce nebo vstup na pracoviště zaměstnavatele pod jejich vlivem. S tím souvisí povinnost podrobit se na pokyn oprávněného vedoucího zaměstnance písemně určeného zaměstnavatelem zjištění, zda není pod vlivem alkoholu nebo jiných návykových látek. Vyloučeno je také kouření v prostorách, kde jsou účinkům kouření vystavení nekuřáci.

#### Zjištěná ohrožení bezpečnosti práce, jejich řešení a případný pracovní úraz
Zaměstnanec je povinen oznámit nadřízenému nedostatky a závady na pracovišti, které by mohli ohrozit bezpečnost nebo zdraví zaměstnanců při práci, případně hrozí vznikem mimořádné události.  Zaměstnanec by se měl, dle svých možností, také podílet na odstraňování nedostatků zjištěných během kontrol příslušných orgánů. V každém případě musí zaměstnanec oznámit nadřízenému případný pracovní úraz, pokud mu to jeho zdravotní stav dovolí. Stejně tak musí oznámit pracovní úraz kolegy a být součinný během vyšetřování příčin úrazu.

## Obecné povinnosti zaměstnanců dle Zákoníku práce
Zaměstnanci jsou povinni pracovat řádně podle svých sil, znalostí a schopností, plnit pokyny nadřízených vydané v souladu s právními předpisy a spolupracovat s ostatními zaměstnanci, využívat pracovní dobu a výrobní prostředky k vykonávání svěřených prací, plnit kvalitně a včas pracovní úkoly, dodržovat právní předpisy vztahující se k práci jimi vykonávané; dodržovat ostatní předpisy vztahující se k práci jimi vykonávané, pokud s nimi byli řádně seznámeni, řádně hospodařit s prostředky svěřenými jim zaměstnavatelem a střežit a ochraňovat majetek zaměstnavatele před poškozením, ztrátou, zničením a zneužitím a nejednat v rozporu s oprávněnými zájmy zaměstnavatele.

### Pracovní neschopnost
Zaměstnanci jsou v době prvních 14 kalendářních dnů trvání dočasné pracovní neschopnosti povinni dodržovat stanovený režim dočasně práce neschopného pojištěnce, pokud jde o povinnost zdržovat se v době dočasné pracovní neschopnosti v místě pobytu a dodržovat dobu a rozsah povolených vycházek podle zákona o nemocenském pojištění.

### Zaměstnanci ve státní správě a jejich povinnosti
Zaměstnanci státní správy jsou povinni jednat a rozhodovat nestranně a zdržet se při výkonu práce všeho, co by mohlo ohrozit důvěru v nestrannost rozhodování, musí zachovávat mlčenlivost o skutečnostech, o nichž se dozvěděli při výkonu zaměstnání a které v zájmu zaměstnavatele nelze sdělovat jiným osobám; to neplatí, pokud byli této povinnosti zproštěni statutárním orgánem nebo jím pověřeným vedoucím zaměstnancem, nestanoví-li zvláštní právní předpis jinak. Nesmějí v souvislosti s výkonem zaměstnání přijímat dary nebo jiné výhody, s výjimkou darů nebo výhod poskytovaných zaměstnavatelem, u něhož jsou zaměstnáni, nebo na základě právních předpisů. Zdržet se jednání, které by mohlo vést ke střetu veřejného zájmu se zájmy osobními, zejména nezneužívat informací nabytých v souvislosti s výkonem zaměstnání ve prospěch vlastní nebo někoho jiného.

## Pracovní úraz, nemoc z povolání, úmrtí zaměstnance

### Pracovní úraz
Pracovním úrazem je myšleno poškození zdraví nebo smrt zaměstnance, došlo-li k nim nezávisle na jeho vůli krátkodobým, náhlým a násilným působením zevních vlivů při plnění pracovních úkolů nebo v přímé souvislosti s ním. Zaměstnavatel je povinen evidovat pracovní úrazy v knize úrazů, a to také v případě, že jimi nebyla způsobena pracovní neschopnost, vyšetřit a objasnit příčiny úrazu, uvědomit bez zbytečného odkladu o pracovním úrazu zaměstnance jiného zaměstnavatele a seznámit ho s výsledky provedeného šetření. Je povinen zavést adekvátní nápravná opatření vedoucí k odstranění kořenové příčiny úrazu a jeho opakování. Dále je povinen sdílet záznam o pracovním úrazu stanoveným orgánům a institucím, zaměstnanci, který úraz utrpěl, případně rodině zaměstnance, pokud došlo k úmrtí zaměstnance. Pokud šetření neprokáže zavinění úrazu zaměstnancem má nárok na náhrady popsané v Zákoníku práce, Díle 5, Pracovní úrazy a nemoci z povolání .

### Nemoc z povolání
Nemocemi z povolání jsou nemoci uvedené ve zvláštním právním předpisu – Nařízení vlády č. 290/1995 Sb., kterým se stanoví seznam nemocí z povolání. Ve své podstatě jde o nežádoucí změny zdravotního stavu jež vznikly nepříznivým působením pracovních podmínek a dosahují takového stupně poškození zdravotního stavu, že je lze takto označit. Podkladem pro určení zda jde o nemoc z povolání je lékařský posudek. V případě prokázané nemoci z povolání má zaměstnanec nárok na náhrady popsané v Zákoníku práce, Díle 5, Pracovní úrazy a nemoci z povolání.

### Úmrtí zaměstnance
Dojde-li vlivem pracovního úrazu k úmrtí zaměstnance, mají pozůstalí práva na náhradu účelně vynaložených nákladů spojených s léčením, náhradu přiměřených nákladů spojených s pohřbem, náhradu nákladů na výživu, jednorázovou náhradu nemajetkové újmy a náhradu věcné škody.